# Julia Demina
Julia Demina (Sverdlovsk, 3 februari 1969) is een Russische schaakster. Ze is sinds 1991 een grootmeester bij de vrouwen (WGM).   

## Schaakcarrière
Haar vader, werkzaam bij een machinefabriek in Sverdlovsk, leerde Julia schaken. Als kind kreeg ze ook training kunstschaatsen. In het schaken kreeg ze training van Valentin Melnikovski, Michail Solovjov en Aleksander Chassin. In 1981 won ze het Russische kampioenschap voor meisjes in Jelez. Drie jaar later werd ze gedeeld derde met Tamara Kogan bij het kwalificatietoernooi voor het Wereldkampioenschap schaken voor jeugd in Ternopil. In 1985 won ze in Sotschi het jeugdkampioenschap van de Sovjet-Unie (meisjes), voor Svetlana Prudnikova en Elena Sedina. Bij het Tsjigorin-Memorial 1987 in Sotschi werd ze eerste voor Jelena Achmilovskaja. In hetzelfde jaar verhuisde Demina naar Novosibirsk.
In 1988 nam ze als invalster voor Nona Gaprindasjvili voor de eerste keer deel aan het vrouwenkampioenschap van de Sovjet-Unie, dat gelijktijdig meetelde als zonetoernooi. Ze won dit kampioenschap met Alma-Ata met 12 pt. uit 17. Ze won het vrouwentoernooi van het Internationale Schaakfestival van Biel in 1989, voor Martha Litinskaja en Alisa Marić. In 1991 deelde ze met Litinskaja, Svetlana Matvejeva, Soja Popova, Ainur Sofieva en Irina Tsjelusjkina de eerste plaats op het zonetoernooi in Leningrad. In 1988 verkreeg ze van de FIDE de titel Internationaal Meester bij de vrouwen (WIM). In 1991 werd ze grootmeester bij de vrouwen (WGM).
In 1995 in Elista en in 1999 in de Oblast Moskou won ze het Russische vrouwenkampioenschap. Bij het Rudenko-Memorial 2008 in Sint-Petersburg werd ze gedeeld 1e–3e met Valentina Solovjova en Tatjana Moltsjanova.
Demina nam drie keer deel aan een interzonetoernooi voor vrouwen. Haar beste resultaat was een gedeelde vijfde plaats in 1990, in het Genting Highlands Resort. Bij het Wereldkampioenschap schaken voor vrouwen in 2000 in Nieuw-Delhi werd ze in ronde 3 uitgeschakeld door Peng Zhaoqin. 
In juli 1991 had ze de Elo-rating 2405.  
Sinds 2018 heeft ze de titel Internationaal Arbiter. 

## Resultaten in schaakteams
Met het team van de Siberische militaire regio won ze het kampioenschap van de Sovjetstrijdkrachten in 1987 in Sverdlovsk en in 1988 in Riga.  
Drie keer won de toen in Sint-Petersburg wonende Demina met plaatselijke teams het Russische teamkampioenschap voor vrouwen in Sotschi: in 2004 mit FINEC, in 2008 met FINEC-1 en in 2010 met de Schaakfederatie Sint-Petersburg. 
In de Schaakolympiades 1992 en 1998 (met het derde team) nam ze met het Russische team deel aan het vrouwentoernooi. In 1992 en 1999 nam ze met het Russische team deel aan het vrouwentoernooi van het EK landenteams.
Tussen 1996 en 2008 nam ze zeven keer deel aan de European Club Cup voor vrouwen. In 1996 werd ze in Smederevska Palanka derde met Empils uit Rostov aan de Don, in 2004 werd ze in Izmir tweede met FINEC.

## Persoonlijk leven
Demina is gehuwd met de grootmeester Marat Makarov en heeft met hem twee zonen.  

## Literatur
- Anatoli Karpov u. a.: Schach – enzyklopädisches Wörterbuch. Sowjetskaja enzyklopedija, Moskau 1990, ISBN 5-85270-005-3, S. 608. (russisch)

## Externe koppelingen
- (en)   Informatie over schaakpartijen van Julia Demina op ChessGames.com
- (en)   Informatie over schaakpartijen van Julia Demina op 365chess.com
- (en)  FIDE-ratinggegevens voor Julia Demina
- Wtoraja popytka sa doskoi Alexander Kruglikow; in: S.-Peterburgskije wedomosti, 2 dec. 2010